# Jan Morávek
Jan Morávek est un footballeur international tchèque né le 1er novembre 1989 à Prague en Tchécoslovaquie (auj. en Tchéquie). Il évolue actuellement au poste de milieu offensif pour le Bohemians 1905.

## Biographie
Il est formé aux Bohemians 1905. En 2007, Jan Morávek y signe son premier contrat professionnel. Le footballeur fait ses débuts le 8 juin 2007 dans un match contre HFK Olomouc.
Fin 2008, Schalke 04 manifeste de l'intérêt pour Jan et le 24 mars 2009 lui offre un contrat de quatre ans. Le montant du transfert est d'environ 2,5 millions d'euros. 
En 2010, le footballeur est prêté à Kaiserslautern.
En 2011, Jan rejoint Augsbourg pour un prêt de six mois. Mais peu de temps ensuite, en 2012, il décide de rester au club et signe un contrat à durée indéterminée.

## Palmarès
- Schalke 04
  - Vainqueur de la Supercoupe d'Allemagne en 2011